# Mick Gordon
Michael John „Mick“ Gordon (* 9. července 1985 Mackay, Queensland) je australský hudební skladatel a zvukový designér specializující se na herní hudbu.

## Kariéra
Nejprve pracoval jako zvukový designér v Pandemic Studios, kde přispěl dalším zvukovým designem pro Destroy All Humans! 2. V roce 2013 si připsal první sezónu bojové videohry Killer Instinct, což je restart původního titulu z roku 1994. Následující rok Gordon zaznamenal druhou sezónu hry Killer Instinct a akční adventury střílečky z pohledu první osoby Wolfenstein: The New Order (vyvinutá společností MachineGames). V roce 2015 se vrátil do série Wolfenstein, aby složil partituru pro Wolfenstein: The Old Blood, prequel k Wolfenstein: The New Order.
V roce 2016 dokončil Gordon soundtrack sci-fi střílečky z pohledu první osoby Doom, což je restart stejnojmenné hry z roku 1993 vyvinuté společností Id Software. Jeho soundtrack pro Doom získalo řadu ocenění, včetně DICE Award za vynikající výsledky v původní hudební kompozici, SXSW Gaming Award for Excellence in Musical Score, The Game Awards Best Music / Sound Design a byl nominován na cenu BAFTA Cena hry za nejlepší hudbu.
V roce 2017 Gordon dokončil soundtrack hororové střílečky z pohledu první osoby Prey, kterou vytvořilo Arkane Studios. Pracoval také po boku Martina Stiga Andersena, aby se znovu vrátil k sérii Wolfenstein, kde zaznamenal Wolfenstein II: The New Colossus, vyvinutý společností MachineGames. V roce 2020 dokončil soundtrack Doom Eternal; zatímco hudba pro hru byla opět dobře přijata, okolnosti kolem vydání soundtracku vedly k tomu, že veřejnost vypadla mezi Gordonem a id Software a rozešli se.
Dne 23. června 2020 britská rocková skupina Bring Me the Horizon oznámila, že bude s Gordonem spolupracovat na jejich nadcházejícím vydání. Zpěvák Oliver Sykes popisuje, jak se během karantény zamiloval do soundtracku Doom Eternal. Kapela se intenzivně inspirovala Gordonovou prací a rozhodla se ho oslovit a nabídnout mu spolupráci. Výsledné dílo s názvem „Parasite Eve“ bylo vydáno 25. června společně s doprovodným hudebním videem. Spolupráce se poté rozrostla do plné rozšířené hry s vydáním Post Human: Survival Horror, které vyšlo 30. října 2020.

## Dílo

### Herní hudba
| Rok  | Hra                                            |
| ---- | ---------------------------------------------- |
| 2006 | Hot Dog King                                   |
| 2006 | Destroy All Humans! 2                          |
| 2007 | Nicktoons: Attack of the Toybots               |
| 2008 | El Tigre: The Adventures of Manny Rivera       |
| 2009 | Real Racing                                    |
| 2009 | Need for Speed: Shift                          |
| 2009 | Marvel Super Hero Squad                        |
| 2010 | Real Racing 2                                  |
| 2010 | The Last Airbender                             |
| 2010 | Need for Speed: World                          |
| 2010 | Marvel Super Hero Squad: The Infinity Gauntlet |
| 2011 | Shift 2: Unleashed                             |
| 2011 | Marvel Super Hero Squad: Comic Combat          |
| 2011 | Need for Speed: The Run                        |
| 2012 | A Day in Pompeii                               |
| 2012 | Battle Group                                   |
| 2013 | Real Racing 3                                  |
| 2013 | ShootMania Storm                               |
| 2013 | Killer Instinct                                |
| 2014 | Wolfenstein: The New Order                     |
| 2015 | Wolfenstein: The Old Blood                     |
| 2015 | Project CARS                                   |
| 2016 | Doom                                           |
| 2017 | Prey                                           |
| 2017 | LawBreakers                                    |
| 2017 | Wolfenstein II: The New Colossus               |
| 2019 | Borderlands 3                                  |
| 2020 | Beautiful Desolation                           |
| 2020 | Doom Eternal                                   |